# زينيستيموس باليوس
زينيستيموس باليوس هو نوع من الأسماك في أسرة زينيستيميدي. متواجدة في الخليج العربي.